# イズラエル・パットナム

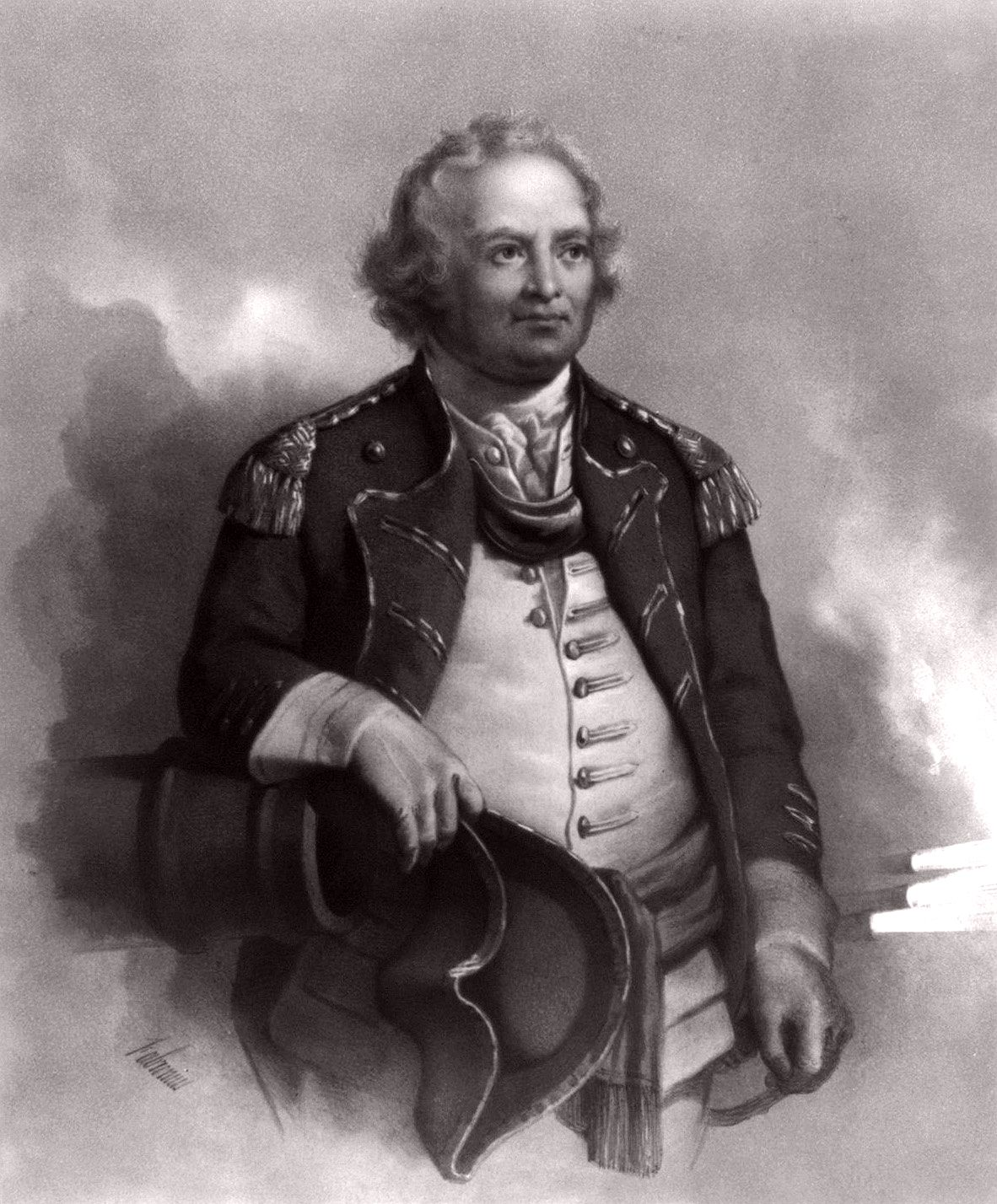
イズラエル・パットナム将軍

イズラエル・パットナム（英語: Israel Putnam、1718年1月7日 - 1790年5月29日）は、アメリカ独立戦争中の大陸軍将軍であり、バンカーヒルの戦いで際だった働きをした。パットナムはデイヴィッド・クロケットやダニエル・ブーンのような国家的に有名な英雄ではないが、当時の無鉄砲な勇敢さや戦闘精神はコネチカットを越えて聞こえ渡り、その事績を称える民間伝承にもなった。

## 生い立ち
パットナムはマサチューセッツ湾植民地のセイラム魔女裁判でも有名なセイラム村（現在のダンバース）で富裕な農家、ジョセフ・パットナムとエリザベスの夫妻の子供として生まれた。パットナムの生家パットナム・ハウスは現在でも残されている。1740年、パットナムが22歳の時に、土地が安く容易に手に入るコネチカットの北東部モルトレイク（現在のポンフレット）に移動した。

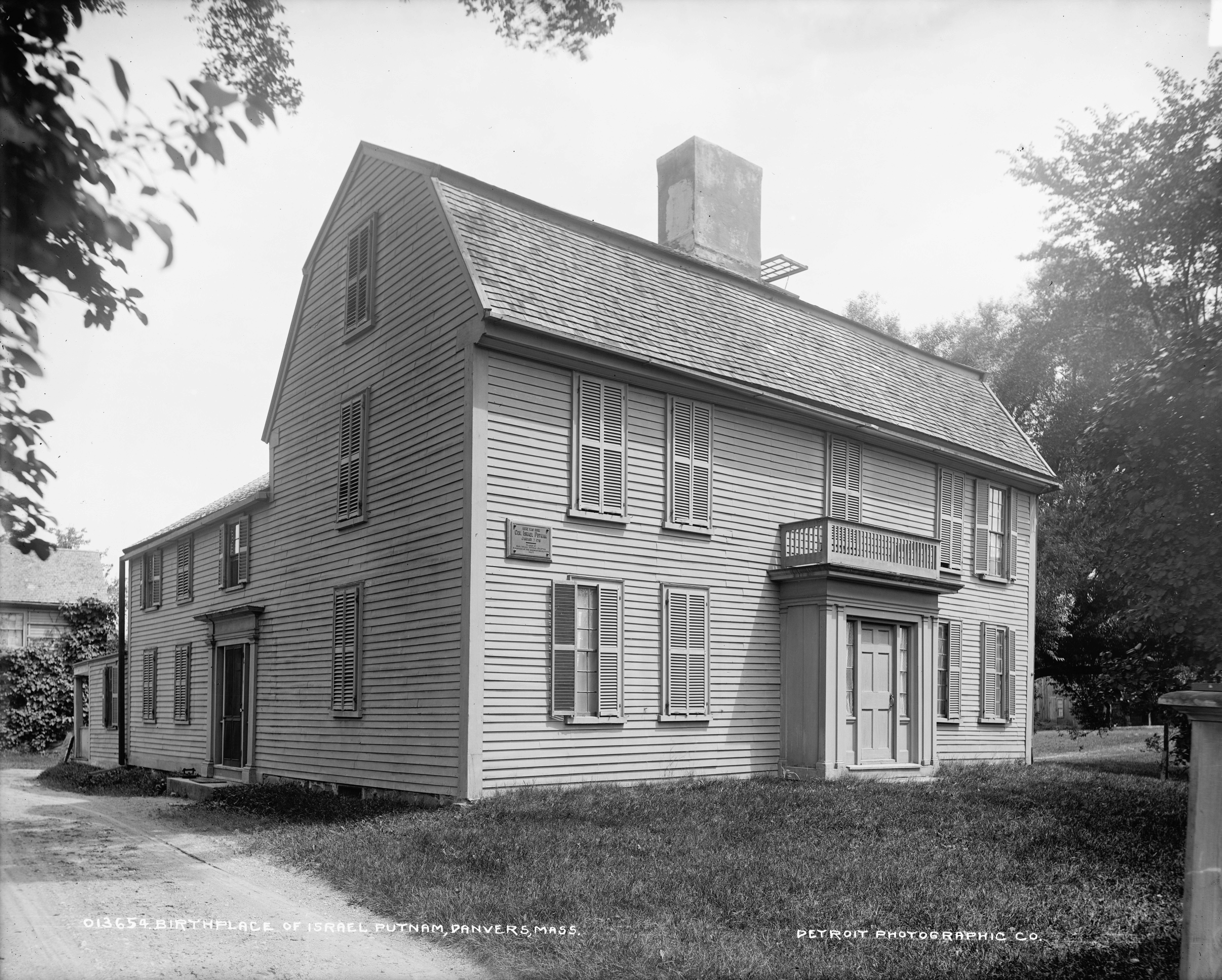
イズラエル・パットナムの生家パットナム・ハウス

北東部コネチカットの口伝では、パットナムは若いときにモルトレイクの農夫達の力を借りて、コネチカット最後のオオカミを殺したと言われる。パットナムは松明を手に小さな穴に這って入った。足には紐が結わえ付けてあり、穴から引き出して貰えるようにしていた。パットナムの申し立てでは、穴の中で雌オオカミを殺し、モルトレイクの農場にいる羊を安全にしたという。現在のポンフレットにはマシャモケット・ブルック州立公園があり、「オオカミの穴」という場所がある。またコネチカットのブルックリンには「オオカミの穴道路」がある。
独立戦争の前夜までに、パットナムはかなり富裕な農夫であり酒屋の店主でもあった。土地の評判は以前の冒険談を超えるものであった。1755年から1765年まで、パットナムはロジャース・レンジャーズの一員としてイギリス軍正規兵と共にフランスやインディアンに対する方面作戦に参加した。パットナムは1756年に大尉、1758年には少佐に昇進した。
コネチカット軍の指揮官としてパットナムは1758年に、オッタワ族インディアンのオブワンディヤグ（ポンティアック酋長）が取り囲んだデトロイトの救援に派遣された。ニューヨーク方面作戦の間にパットナムはカフナガワ族インディアンに捕まり、木に縛り付けられて火炙りにされるすんでのところをフランス人士官の仲裁で救われた。
1759年パットナムはタイコンデロガ砦の攻撃で連隊を率い、後にモントリオールでも戦った。1762年、スペインに対する方面作戦で船が遭難したが生き残り、キューバのハバナ占領にも参戦した。パットナムはキューバからニューイングランドに戻るときにキューバ煙草の種を持ち帰り、ハートフォード一帯の農園に植え、有名なコネチカット・ラッパーの農業生産物の発展につなげたと信じられている。
パットナムはイギリスの課税政策に対して抗議する者となり、1766年に廃止された印紙法の頃にコネチカット議会議員にも選ばれた。またコネチカット「自由の息子達」の創設者の一人となった。

## アメリカ独立戦争
1775年4月20日、パットナムは前日に行われたレキシントンの戦いの知らせを聞いて、鋤を農場に投げ出し馬に乗って100マイル (160 km)を8時間で駆けて翌日ケンブリッジに到着した。そこでパットナムは愛国者のために活動することを申し出た。パットナムは大陸軍に加わり、第3コネチカット連隊の大佐に任命され、直後にコネチカット民兵の准将となった。

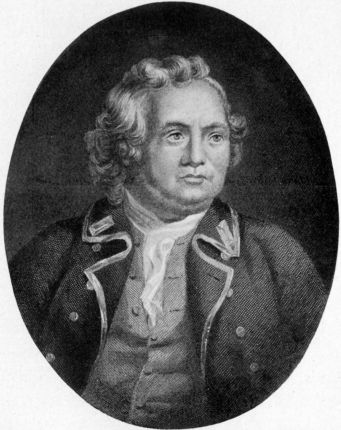
イズラエル・パットナム、ジョン・トランブル画

パットナムはコネチカット民兵を率いてボストンに向かい、少将に任命されて大陸軍では2番目の指揮官となった。パットナムはバンカーヒルの戦いでは作戦段階でも戦場でも全軍を率いた。この戦いの間、パットナムは「敵の目の白い所が見えるまでは撃つな」と命令した（この言葉をパットナムが言ったか、ウィリアム・プレスコット大佐が言ったかは議論が分かれている）。この命令はアメリカ独立戦争を通じて最も記憶される言葉となった。この言葉の重要さは、弾薬があまり無かったことによっている。パットナムはニューヨークの大陸軍の総指揮にあたり、1776年4月13日に到着したジョージ・ワシントン将軍に引き継いだ。
バンカーヒルの戦いはパットナムの人生で最高の業績に数えられる。というのもそれ以後のパットナムの運は下降線となり、1776年のロングアイランドの戦いでは焦って退却してしまう愚を演じた。ワシントンはパットナムの失敗を責めなかったが、大陸会議は違った。ワシントンはパットナムの能力を評価し、徴兵任務に割り当てた。
1777年、パットナムは新しい、しかし小さな任務、ハドソン・ハイランズでの民兵指揮を任せられた。パットナムはイギリス軍に対し、モントゴメリー砦とクリントン砦を明け渡すことになり、このことで査問委員会に掛けられた。しかし、パットナムはいかなる罪にたいしても無罪とされた。1779年12月、パットナムは脳卒中を患い、軍隊での経歴を終えた。

## 死後
パットナムは10年後の1790年コネチカットのブルックリンで死亡し、ブルックリンの南墓地の地上墓に埋葬された。しかしその後数年間、パットナムの墓を訪れる者の数が多く、ひどく傷ついた大理石の墓標は安全のためにハートフォードのキャピトル・ビルディングに移された。1888年、パットナムの亡骸はブルックリンの墓地から取り出され、新しくブルックリンの緑地近くに造られた記念碑の基礎に、サルコファガス製の棺で納められた。
独立戦争の初期、パットナムはワシントンによって、アメリカの最も価値ある軍人とみなされた。この見解はむしろパットナムの過去にある華々しい冒険談からきているかもしれない。しかし、独立戦争中のパットナムは、複雑な方面作戦の指揮ができないことがわかり、急速に彼の評価を下げることになった。
今日、パットナムの名にちなむ場所がアメリカ合衆国内に多くある。例えばパットナム郡は全米で8カ所ある。

## 壁画「コネチカット出身イズラエル・パットナム将軍の生涯と時代」
パットナム将軍を描く壁画がコネチカット州グリニッジの改修されたハミルトン・アヴェニュー・スクールに戻されないことになった。2006年9月28日付けの記事「壁画が学校には暴力に見える」にこの決定の詳細が載った。以下はその記事を引用する。

多くの世代や性別の会員を二つに割った議論の後で、チカホミニー地域協会は昨日、異論の多い独立戦争の壁画をハミルトン・アヴェニュー・スクールに戻さないことに全会一致で決定した。理由は内容が暴力的であるということである。
その代わりに、壁画「コネチカット出身イズラエル・パットナム将軍の生涯と時代」をグリニッジ図書館の現在の場所に残すことに同意した。
壁画は1935年に作業進行管理プログラムの一部としてウェストンのジェイムズ・ドートリーによって描かれたものであり、グリニッジの戦争の英雄パットナムが歯を剥いてうなるオオカミ達にマスケット銃を向け、パットナムの周りではアメリカ先住民がトマホークを投げつけ、銃やナイフを持った男達が戦っている様を描いている。
この絵は60年近くハミルトン・アヴェニュー・スクールの体育館に高く掛けられていたが、しばしば誤ってバスケットボールの衝撃を受けていた。1998年に取り外され、ルース・W・ブラウン基金の寄付54,145ドルで修復された。

## 参考文献

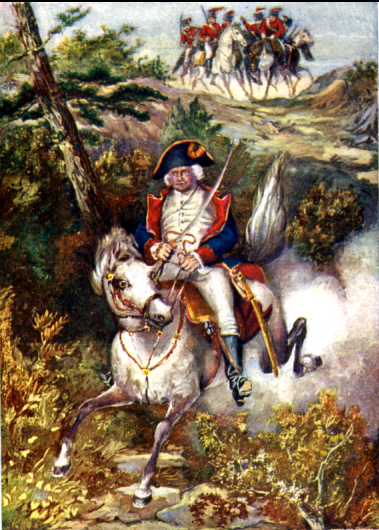
イギリス軍から逃れる"老パット"
from "Old Put" The Patriot